# Hueycuatitla
Hueycuatitla är en ort i Mexiko.   Den ligger i kommunen Benito Juárez och delstaten Veracruz, i den sydöstra delen av landet, 190 km nordost om huvudstaden Mexico City. Hueycuatitla ligger 306 meter över havet och antalet invånare är 950.
Terrängen runt Hueycuatitla är huvudsakligen kuperad. Hueycuatitla ligger nere i en dal. Runt Hueycuatitla är det ganska tätbefolkat, med 56 invånare per kvadratkilometer. Närmaste större samhälle är Benito Juárez, 3,8 km nordväst om Hueycuatitla. Trakten runt Hueycuatitla består till största delen av jordbruksmark.